# 9691 Zwaan
9691 Zwaan è un asteroide della fascia principale. Scoperto nel 1960, presenta un'orbita caratterizzata da un semiasse maggiore pari a 2,6087792 UA e da un'eccentricità di 0,1947346, inclinata di 3,32087° rispetto all'eclittica.